# Bečka (jednotka)
Bečka je stará česká jednotka objemu, jež se užívala především při obchodní činnosti. Bečkami se měřila například sůl a další sypké látky. Také se s její pomocí odměřovalo pivo a víno. Její přesná hodnota není dosud známa, je odhadována na 70–100 litrů.

## Objem piva
Objemová jednotka pro pivo používané na Moravě a řídí se podle velikosti vědra v jednotlivých oblastech.
- Bečka piva bílého = 4 vědra
- Bečka starého piva z ječmene = 6 věder

## Objem soli
- Písecká bečka = 576 vídeňských žejdlíků = 101,664 litrů
- Prachatická bečka = 4,25–4,9 českého věrtele = 99,43–114,64 litrů (odvozeny z ceny soli)

## Hmotnost
Hmotnost cínové rudy používané v Horním Slavkově počátkem 19. století.
- Bečka = 2 kolečka = asi 200 kg

## Podobná jednotka
- sud (jednotka)